# Maskenaffäre (CDU/CSU)
Als Maskenaffäre wird ein Komplex von Fällen der Bestechlichkeit mehrerer Bundestags- und Landtagsabgeordneter der CDU und CSU in den Jahren 2020 und 2021 bezeichnet. Hierunter fallen insbesondere Vorgänge im Zusammenhang der Beschaffung von Atemschutzmasken zu überhöhten Preisen an Landesministerien sowie das Bundesministerium für Gesundheit unter Jens Spahn (CDU) vor dem Hintergrund der COVID-19-Pandemie in Deutschland.
Die Beschuldigten wurden in Gerichtsverfahren freigesprochen, da deren Vorgehen nicht durch den § 108e StGB erfasst und somit legal war. Die einzige Verurteilung (von Andrea Tandler, Tochter des ehemaligen CSU-Generalsekretärs Gerold Tandler, im Dezember 2023) erfolgte nicht wegen Bestechlichkeit, sondern wegen Steuerhinterziehung.
Im April 2024 beschloss der Bundestag mit Mehrheit der Ampel-Parteien eine Gesetzesänderung, durch die eine solche Interessenwahrnehmung durch Mandatsträger mittlerweile unzulässig ist und mit Freiheitsstrafe bis zu drei Jahren oder Geldstrafe bestraft wird. Der neue § 108f trat am 18. Juni 2024 in Kraft.

## Hintergrund

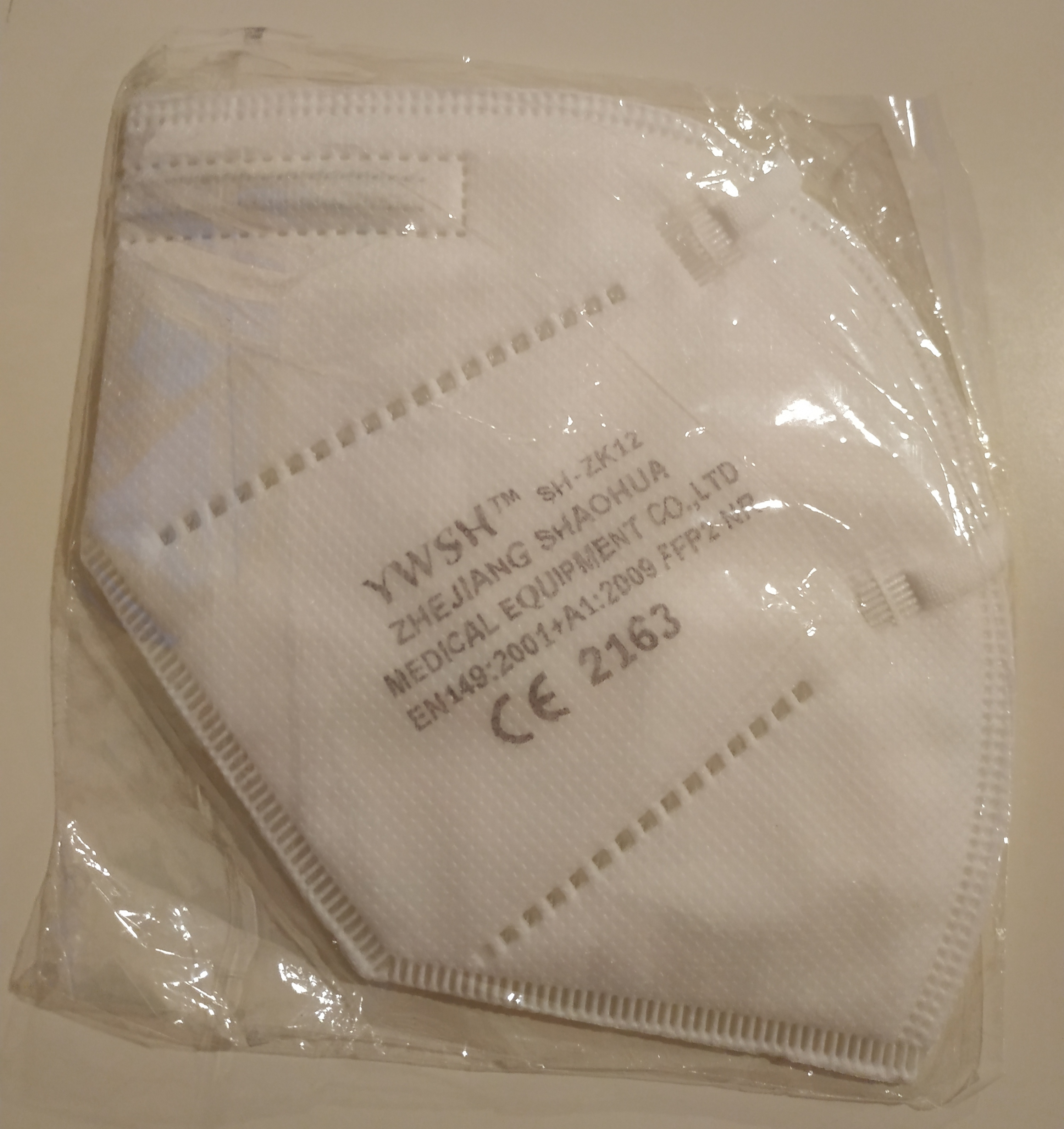
FFP-2-Atemschutzmaske

Im Zuge der COVID-19-Pandemie kam es im Jahr 2020 zu einem erhöhten Bedarf und einer Knappheit von Corona-Schutzausrüstung, insbesondere Atemschutzmasken. Ministerien waren daher auf Lieferungen angewiesen. Die in der Kritik stehenden Vorgänge bezogen sich unter anderem auf Lieferungen an das Bundesgesundheits-, das Innenministerium sowie das bayerische Gesundheitsministerium. Dabei flossen teils Provisionszahlungen in Millionenhöhe. Die Affäre wurde Anfang März 2021 durch Recherchen des Spiegel publik. Im Mittelpunkt der Affäre standen mutmaßliche Handlungen von Unionspolitikern für die Vermittlung von Atemschutzmasken. Im Zuge der Berichterstattung wurden zudem Verflechtungen von Unionsabgeordneten mit Aserbaidschan sowie Taiwan öffentlich, die zwar in keinem direkten, aber übergreifenden Zusammenhang zur Maskenaffäre stehen. Teilweise wurden auch Bezüge zur kurz zuvor öffentlich gewordenen Lobbyismusaffäre von Philipp Amthor gezogen.
Die Ausübung von Nebentätigkeiten ist Abgeordneten nicht untersagt; sie ist veröffentlichungspflichtig. Auch die Vermittlung von Kontakten ist durchaus als Teil des Mandates zu verstehen. So wurden etwa bereits Anfang 2021 Berichte publik, die Schweizer Firma Emix Trading GmbH der Jungunternehmer Jascha Rudolphi und Luca Steffen habe Masken überteuert und häufig qualitativ minderwertig an die Gesundheitsministerien in Nordrhein-Westfalen und in Bayern geliefert. Das Bundesgesundheitsministerium schloss einen Vertrag in Höhe von mindestens 300 Millionen Euro ab. Vermittelt wurde dies unter anderem durch persönlichen Einsatz von Andrea Tandler, Tochter des ehemaligen CSU-Generalsekretärs Gerold Tandler, bei Bundesgesundheitsminister Jens Spahn (CDU). Kritisiert wird, dass in diesen Fällen persönliche oder finanzielle Vorteile entstanden und dass über Firmengeflechte keine Transparenz herrsche. Ob tatsächlich strafrechtliches Verhalten vorliegt, war im April 2021 unklar. Mehrere Ermittlungsverfahren wurden eingeleitet. Die Vorwürfe richten sich vorwiegend gegen Jens Spahn (CDU), Armin Laschet (CDU), Georg Nüßlein (parteilos, bis März 2021 CSU), Nikolas Löbel (parteilos, bis März 2021 CDU), Mark Hauptmann (parteilos, bis März 2021 CDU), ebenfalls verwickelt in die Aserbaidschan-Affäre, Niels Korte (CDU), Alfred Sauter (CSU) und Melanie Huml (CSU), sowie diesen Personen nahestehende Unternehmen. Beschuldigt wurden auch der CSU-nahe Unternehmer Thomas Limberger sowie Andrea Tandler, Tochter des ehemaligen CSU-Ministers und Generalsekretärs Gerold Tandler. (zu den Vorwürfen gegen Nüßlein, Sauter und Tandler siehe unten)

## Beteiligte Akteure

### CSU

#### Georg Nüßlein
Ausgangspunkt der Affäre waren Zahlungen, die der CSU-Bundestagsabgeordnete Georg Nüßlein erhielt. Ende Februar 2021 wurde die Immunität Nüßleins aufgehoben. Über seine Beraterfirma Tectum Holding GmbH soll Nüßlein für die Vermittlung von Schutzausrüstung 660.000 Euro Provision erhalten haben. Das Geld soll laut Spiegel-Angaben über das Liechtensteiner Konto der in der Karibik ansässigen Offshorefirma Pluto Fund geflossen sein, die dem Unternehmer Thomas Limberger gehört. Vereinbart waren Zahlungen in Höhe von 1,2 Millionen Euro an die Firma Pecom GmbH, die Sauters Kindern gehört. Nachdem eine Liechtensteiner Bank die Zahlungen stoppte und der Finanzaufsicht Financial Intelligence Unit mitteilte, die den Sachverhalt wiederum der Generalstaatsanwaltschaft München meldete, gelangten die Vorgänge an die Öffentlichkeit. Zu diesem Zeitpunkt waren Medienberichten zufolge bereits 10 Millionen Euro an fünf Personen geflossen, darunter neben dem Bundestagsabgeordneten Nüßlein auch an den CSU-Landtagsabgeordneten Alfred Sauter. Insgesamt hätte die Gruppe um die beiden Abgeordneten 11,5 Millionen Euro Provision erhalten sollen; die letzte Tranche entfiel nach der Meldung an die Finanzbehörden.
Mit dem 25. März 2021 wurde der Unternehmer Thomas Limberger für zwei Wochen in Untersuchungshaft genommen. Erlassen wurde der Untersuchungshaftbefehl durch das Oberlandesgericht München auf Antrag der Generalstaatsanwaltschaft; Grund sei nach Informationen der Augsburger Allgemeinen neben dem Verdacht der Bestechung von Mandatsträgern Fluchtgefahr. Weiterhin wurden vermögenssichernde Maßnahmen ergriffen.

#### Alfred Sauter
Über das Firmengeflecht von Limberger sollen auch die Provisionen an den CSU-Landtagsabgeordneten Alfred Sauter geflossen sein. Aus Kreisen von Kennern des Falles heißt es laut der Süddeutschen Zeitung vom 18. März 2021, 1,2 Millionen Euro seien bereits versteuert worden, allerdings nicht von Sauter selbst. Ermittelt werde daher auch wegen des Verdachts der Steuerhinterziehung; nach Ansicht der Ermittler hätte Sauter die Umsatzsteuer abführen müssen. Dies jedoch habe Sauters schwäbischer Parteifreund Nüßlein übernommen. Unklar sei der Verbleib des Geldes. Sauter hatte am 17. März 2021 in einer nichtöffentlichen Fraktionssitzung erklärt, das Geld sei gespendet worden, abzüglich Steuern. Das werfe Fragen auf, von wem, wann und an wen angeblich etwa 600.000 Euro gespendet worden seien. Sauter versicherte, von der Provision nichts gewusst zu haben. Recherchen der Augsburger Allgemeinen zufolge spendete Sauter einen Betrag in Höhe von 450.000 Euro an die Bürgerstiftung Landkreis Günzburg, deren damaliger Stiftungsratsvorsitzender Manfred Krautkrämer war, zu jener Zeit auch Schatzmeister der Günzburger Kreis-CSU und Treuhänder der Firma Pecom GmbH, über die Gelder an Sauter geflossen sein sollen. In Günzburg war Georg Nüßlein JU-Kreisvorsitzender und Mitglied des Kreistags. Das Geld wurde vom Oberlandesgericht München im Rahmen der Ermittlungen gegen Thomas Limberger sichergestellt.
Am 3. April 2021 wurde bekannt, dass Sauter 300.000 Euro von dem Antigen-Schnelltest-Hersteller GNA Biosolutions  erhalten habe und daraufhin beim Büro des bayerischen Ministerpräsidenten Markus Söder für dessen Sonderzulassung durch das Bundesinstitut für Arzneimittel und Medizinprodukte geworben habe. Ebenfalls im April 2021 verfügte das Oberlandesgericht München einen Vermögensarrest gegen Sauter in Höhe von rund 1,2 Millionen Euro.

#### Andrea Tandler
Im Mai 2021 wurde bekannt, dass Andrea Tandler, Tochter des ehemaligen CSU-Ministers Gerold Tandler, 2020 einen Großauftrag von Masken für die Schweizer Firma Emix an deutsche Ministerien vermittelt hatte. Insgesamt hatte der Auftrag ein Volumen von mehr als 670 Mio. Euro. Die Vermittlung an Gesundheitsminister Jens Spahn erfolgte über Monika Hohlmeier, CSU-Europaabgeordnete und Tochter von Franz Josef Strauß. Während Hohlmeier dabei nichts verdient haben soll, soll Andrea Tandler über die mit ihrem Geschäftspartner unterhaltene PR-Firma Little Penguin eine Provision in Höhe von 5 bis 7,5 % erhalten haben, etwa 34 bis 51 Millionen Euro. Ein Großteil dieses Geldes soll tatsächlich an sie geflossen sein.
Die mit Steuergeld bezahlten Masken, die sowohl an den Bund als auch einzelne Bundesländer gingen, sollen dabei deutlich teurer gewesen sein als andere Masken. So gab das Bundesgesundheitsministerium für diese Masken 5,58 Euro pro Stück aus. Das ist mehr als doppelt so hoch wie der Durchschnittspreis aller vom Gesundheitsministerium gekauften Masken (2,31 Euro/Stück). Bayern zahlte für die von Tandler vermittelten Masken mit 8,90 Euro pro Stück deutlich mehr als bei allen anderen Aufträgen, bei denen die Preisspanne zwischen 3 und 5,99 Euro lag, während Nordrhein-Westfalen sogar 500.000 Masken im Wert von 9,90 Euro abnahm. Die Süddeutsche Zeitung kalkulierte, dass bei einem Gesamtwert von ca. 683 Mio. Euro rund 250 Mio. Euro Gewinn für die Firma Emix angefallen sein könnten, was eine „Gewinnspanne von offenbar deutlich über 30 Prozent, oder vielleicht sogar noch mehr“ ergebe, und konstatierte, dass eine solch hohe Gewinnspanne nicht normal sei.
Am 24. Januar 2023 wurden Tandler und ihr Partner festgenommen und ein vom Amtsgericht München erlassener Haftbefehl in Vollzug gesetzt. Die beiden sollen in Zusammenhang mit dem Maskendeal mehrere Millionen Euro an Gewerbesteuer, Einkommensteuer und Schenkungssteuer hinterzogen haben. Vom Erlös hatten sich Tandler und ihr Partner Darius Nodjoumi Gold und Villen in Grünwald gekauft. Ihre Haftbeschwerde sowie die Haftbeschwerde ihres Geschäftspartners wurden am 8. Februar 2023 wegen Fluchtgefahr abgewiesen, da der Familie Tandler nach Recherchen der Steuerfahnder eine Wohnung in Davos gehört, zu der sich Andrea Tandler möglicherweise absetzen könnte. Tandler und ihr Partner haben den Vorwürfen von Anfang an widersprochen. Am 30. Mai 2023 gab die Staatsanwaltschaft München I weitere Ermittlungsdetails bekannt: Der Vorwurf lautet auf Steuerhinterziehung in drei Fällen in Höhe von 23,5 Millionen Euro, davon nicht entrichtete Einkommensteuer in Höhe von 8,7 Millionen Euro, gemeinschaftlich hinterzogene Schenkungsteuer in Höhe von 6,6 Millionen Euro und Hinterziehung der Gewerbesteuer in Höhe von 8,2 Millionen Euro. Außerdem wird Tandler Subventionsbetrug vorgeworfen, da sie 26,5 Millionen Euro Provision aus Maskengeschäften verschwiegen und für ihre Werbeagentur Corona-Soforthilfen von 9.000 Euro beantragt haben soll. Auf Grundlage dieser Ermittlungen entscheidet die 6. Wirtschaftsstrafkammer des Landgerichtes München I über die Eröffnung des Hauptverfahrens gegen Tandler.
Ende August 2023 ließ die sechste Strafkammer des Landgerichts München I die Anklage der Staatsanwaltschaft München I gegen Tandler wegen Steuerhinterziehung zu. Der Prozessbeginn wurde auf den 4. Oktober 2023 mit acht Hauptverhandlungsterminen bis zum 17. November 2023 festgelegt. Das Landgericht München I verurteilte Tandler am 15. Dezember 2023 nach vorheriger Verständigung wegen Steuerhinterziehung in Millionenhöhe zu einer Freiheitsstrafe von vier Jahren und fünf Monaten. Ihr mitangeklagter Geschäftspartner wurde zu drei Jahren und neun Monaten Freiheitsstrafe verurteilt. Die Haftbefehle gegen beide Angeklagten wurden bis zu deren Haftantritt außer Vollzug gesetzt.
Am 22. Dezember 2023 teilte das Landgericht München I mit, dass die Verteidigung von Andrea Tandler „höchst vorsorglich“ Revision gegen das Urteil eingelegt habe. Der Bundesgerichtshof setzte die Strafe im Juli 2025 wegen Gewerbesteuerhinterziehung für Tandler und ihren Partner auf jeweils drei Jahre herab; den Vorwurf der Einkommenssteuerhinterziehung bestätigte der BGH nicht.

### CDU

#### Nikolas Löbel
Der Bundestagsabgeordnete Nikolas Löbel offerierte laut Spiegel Unternehmen die Besorgung von Schutzmasken von einer Firma aus Baden-Württemberg, wofür er nach eigenen Angaben 250.000 Euro Provision erhalten haben soll. In einer E-Mail, in der er explizit als Bundestagsabgeordneter auftrat, verlangte er vom Käufer pro Maske 0,12 Euro zzgl. MwSt.

#### Mark Hauptmann
Der Bundestagsabgeordnete Mark Hauptmann wies mehrfach auf Angebote der TY-Capital Ug hin, deren Webseite im April 2020 registriert wurde. In mehreren Thüringer Landkreisen wurden Masken, laut Spiegel zu überhöhten Preisen, über die Firma beschafft. Der CDU-Kreisverband, dessen Vorsitzender Hauptmann zum damaligen Zeitpunkt war, erhielt von der Firma eine Spende in Höhe von 7000 Euro. Am 25. März 2021 teilte die Thüringer Generalstaatsanwaltschaft mit, gegen Hauptmann sei im Zusammenhang mit Maskengeschäften ein Ermittlungsverfahren wegen des Verdachts der Bestechlichkeit von Mandatsträgern eingeleitet worden. Das Thüringer Landeskriminalamt (LKA) ließ an jenem Tag die Wohnräume Hauptmanns in Thüringen und Brandenburg, sein Büro im Bundestag in Berlin und laut CDU Thüringen die Kreisgeschäftsstellen der Partei in Suhl, Hildburghausen, Sonneberg und Meiningen durchsuchen. Die Generalstaatsanwaltschaft ermittelt auch wegen des mutmaßlichen Engagements Hauptmanns für Aserbaidschan, Vietnam und Taiwan. Dabei geht es um kostenpflichtige Anzeigen in Hauptmanns Werbezeitung Südthüringen Kurier. Das Thüringer Oberlandesgericht ordnete im Falle von Hauptmann zudem einen Vermögensarrest in Höhe von 997.000 Euro an, um unrechtmäßig erworbenes Geld zu sichern. Die Provisionen sollen sich nach derzeitigen Erkenntnissen auf 7,5 Millionen Euro belaufen.

#### Armin Laschet
Im April 2020 kaufte die Landesregierung von Nordrhein-Westfalen ohne vorherige Ausschreibung Schutzausrüstung vom Textilunternehmen Van Laack. Die Landesregierung erteilte einen Auftrag über 38,5 Millionen Euro. Zwei weitere Aufträge über jeweils 1,25 Millionen Masken für insgesamt vier Millionen Euro durch die Polizei Nordrhein-Westfalens folgten. Im Dezember 2020 wurde kritisiert, dass Ministerpräsident Armin Laschets Sohn Johannes Laschet, der u. a. für Van Laack als Influencer arbeitet, den Kontakt zur Landesregierung hergestellt hatte. Laschet verteidigte das Vorgehen mit der damaligen Notsituation, sie haben sich „die Hände wund telefoniert“ auf der Suche nach fehlenden Masken, Handschuhen, Schutzanzügen. Eine nachträgliche Umdeutung aus heutiger Sicht sei „unanständig“. Weder sein Sohn noch er selbst haben demnach Honorare für die Kontaktvermittlung erhalten. Zuvor hatte er auf einer Online-Veranstaltung des Handelsblatts Kritik an Nüßlein und Löbel geübt und geäußert, dass er sich eine so niedrige moralische Hemmschwelle nicht habe vorstellen können. „Ich kann aber ausschließen, dass die CDU Deutschlands, dass die Führung, dass 400.000 Mitglieder irgendetwas mit diesen krummen Wegen von einigen Kollegen zu tun haben“, sagte Laschet laut dpa.

#### Niels Korte
Der Friedrich-Merz-Vertraute Niels Korte nahm direkten Kontakt zu Minister Jens Spahn auf um die Vergabeunterlagen zu erhalten. Das Bundesgesundheitsministerium gewährte Kortes Firma Areal Invest XXXI. Grundstücksgesellschaft mbH einen Wettbewerbsvorteil in Form einer verlängerten Lieferfrist für 20 Millionen FFP2-Masken zum Preis von 107 Millionen Euro. Weiterhin floss ein „Abgeltungsbetrag“ in Höhe von 18 Millionen Euro, für den zurzeit keine Gegenleistung ersichtlich ist.

## Reaktionen und Folgen
Die Vorgänge wurden regelmäßig als Korruption bezeichnet und heftig kritisiert, darunter von Transparency International. Als Reaktion auf die Affäre kam es zu Rücktritten und Parteiaustritten, weiterhin zu einem Fallen der Umfragewerte beider Parteien im März 2021 und Niederlagen der CDU bei zwei Landtagswahlen (jeweils historisch schlechtestes Ergebnis in Baden-Württemberg und Rheinland-Pfalz). In der Folge wurden die Rahmenbedingungen für Nebeneinkünfte von Abgeordneten des Bundestags verschärft. Auch im bayerischen Landtag wurde ein entsprechendes Gesetz verabschiedet.

### Vertrauensverlust in Union
Die Union verbuchte bei der Sonntagsfrage im Zeitraum März deutliche Verluste in der Wählergunst, die teilweise auf die Maskenaffäre zurückgeführt werden. Der Politologe Albrecht von Lucke erkannte als Folge der Maskenaffäre eine Vertrauenskrise nicht nur in der Unionsfraktion. Andere Parteien würden kaum davon gestärkt werden. Vielmehr sei eine Beschädigung des gesamten politischen Systems, eigentlich der Demokratie als solche, zu erkennen.

### Rücktritte und „Ehrenerklärung“
Alfred Sauter, Georg Nüßlein und Nikolas Löbel u. a. mussten nach massivem Druck aus der CDU / CSU austreten. Die Unions-Bundestagsfraktion forderte alle ihre Abgeordneten auf, eine „Ehrenerklärung“ abzugeben, mit der sie bestätigten, keine finanziellen Vorteile aus Geschäften mit dem Staat in der Corona-Krise erzielt zu haben. Diese wurde von allen Abgeordneten unterschrieben. Kritisiert wurde, dass zwar keine persönliche Bereicherung erfolgte, aber Parteispenden nicht hierunter fallen. Im Fall des Abgeordneten Mark Hauptmann wurden einem Bericht des Magazins Spiegel zufolge Hinweise bekannt, dass er – entgegen der abgegebenen Ehrenerklärung – tatsächlich Provisionen in Höhe von ca. einer Million Euro erhalten haben soll.

### Ermittlungen und Gerichtsentscheidungen
Gegen die Beschuldigten Sauter, Nüßlein und den Unternehmer Thomas Limberger wurden im März 2021 Ermittlungen wegen des Verdachts der Bestechung und Bestechlichkeit von Mandatsträgern durch die Generalstaatsanwaltschaft München aufgenommen. Dabei wurden die mutmaßlichen Provisionen der Beschuldigten von der Ermittlungsrichterin vorübergehend eingezogen und Hausdurchsuchungen angeordnet. Der Unternehmer Thomas Limberger kam in U-Haft. Ebenfalls eingeleitet wurde im März 2021 ein Ermittlungsverfahren gegen Nikolas Löbel, jedoch wegen des Verdachts der Untreue in anderem Zusammenhang, welches auch später zu einer Verurteilung führte. Die Beschaffung von Masken betreffend teilte die Staatsanwaltschaft Mannheim mit, dass mangels Anfangsverdachts keinerlei Verfahren eingeleitet worden sei, und „kein unmittelbarer Zusammenhang zwischen der privaten Vermittlungstätigkeit des Nikolas Löbel und dessen Tätigkeit als Bundestagsabgeordneter“ bestehe. Auch ein Verfahren der Bundestagsverwaltung kam im Juli 2021 zum Ergebnis, dass Löbel nicht gegen das Bundesabgeordnetengesetz verstoßen hatte.
Ein nach einer Strafanzeige des bayerischen SPD-Landtagsabgeordneten Florian von Brunn eingeleitetes Verfahren gegen Unbekannt wurde im August 2021 „mangels Vorliegens strafbaren Handelns“ eingestellt. Der erhobene Vorwurf lautete (Haushalts-)Untreue. Die Staatsanwaltschaft München ließ in ihrer Erklärung verlauten, dass es nachvollziehbar gewesen sei, dass das Staatsministerium für Gesundheit und Pflege „sofortiges Handeln auch mittels Direktvergaben als dringend geboten einschätzte, um die Versorgungslage im Gesundheitssystem zu stabilisieren und Gefahren für Leib und Leben abzuwenden.“
Mitte November 2021 entschied das OLG München, dass im Fall der angeklagten Nüßlein und Sauter Tatbestand der Bestechlichkeit und Bestechung von Mandatsträgern gemäß § 108e StGB nicht erfüllt sei, weil sie in ihrer Vermittlungstätigkeit kein politisches Mandat ausgeübt hätten. Der Haftbefehl gegen Limberger und die Vermögensarreste wurden aufgehoben, und die Provisionen zurückgegeben. Die Generalstaatsanwaltschaft legte gegen die Beschlüsse Beschwerde ein.
Im Dezember 2021 berichtete der Spiegel, die Staatsanwaltschaft München habe nach Mitteilung des bayerischen Justizministeriums auf Anfrage der Grünen im Landtag ein Ermittlungsverfahren gegen Andrea Tandler eröffnet. Der Vorwurf laute Gewerbesteuerbetrug. Tandler soll das Emix-Geschäft mit Bayern und NRW mit einem Gesamtvolumen von rd. 730 Mio. € über ihre Münchner Werbeagentur vermittelt haben, jedoch die Provision mit einer damals noch nicht gegründeten Firma im benachbarten Grünwald kassiert haben, wo deutlich niedrigere Gewerbesteuersätze als in der Landeshauptstadt München anfielen. Unmittelbar darauf berichtete die Süddeutsche Zeitung, dass die Staatsanwaltschaft weiterhin klären wolle, ob Amtsträger für den Kauf von Corona-Schutzausrüstung bestochen wurden. Konkrete Anhaltspunkte dafür ergaben sich zum damaligen Zeitpunkt nicht. Am 14. April 2022 wurde bekannt, dass nach einer Stellungnahme der Bundesanwaltschaft in Karlsruhe und einer Entscheidung des Landgerichts München I die Provisionen für Alfred Sauter, Georg Nüßlein und Andrea Tandler, die die Maskenaffäre ausgelöst hatten, vermutlich legal waren.
Der BGH wies die Beschwerden der Generalstaatsanwaltschaft im Verfahren gegen Nüßlein und Sauter mit Beschluss vom 5. Juli 2022 zurück. In der entsprechenden Pressemitteilung des BGH teilte dieser mit, dass das Schließen einer möglichen Strafbarkeitslücke Sache des Gesetzgebers sei, „selbst wenn die hier zu beurteilenden Handlungen ähnlich strafwürdig erscheinen mögen“. Weiterhin wurde darauf hingewiesen, dass der Gesetzgeber das „Korruptionsdelikt der missbräuchlichen Einflussnahme, das in zwei von der Bundesrepublik Deutschland geschlossenen völkerrechtlichen Abkommen vorgesehen“ sei, bislang nicht in das deutsche Recht überführt habe.
Die seit dem Jahr 2021 im Bund regierende Ampel-Koalition kündigte im Juli 2022 entsprechende Gesetzesänderungen an.
Im Juni 2022 wurde durch Recherchen des NDR und WDR bekannt, dass die Staatsanwaltschaft Berlin erneut Ermittlungen wegen der Bestechung von Mandatsträgern aufgenommen hat. Masken sollen zu erhöhten Preisen verkauft worden sein, um Schmiergelder an Amtsträger zahlen zu können. Die Angebote der Firma „Emix“ wurden trotz erhöhter Marktpreise den Angeboten anderer Unternehmen vorgezogen. Andrea Tandler und ihr Geschäftspartner Darius Nodjoumi sollen für die Vermittlung von Schutzausrüstungen an unterschiedliche deutsche Ministerien 48 Mio. € Provision über die Grünwalder Firma „Little Penguin“ erhalten haben. Die Süddeutsche Zeitung hatte zuvor bereits berichtet, dass beide Corona-Hilfen des Staates für ihre PR-Agentur und für ihr Café beantragt und erhalten, jedoch erst in unmittelbarem zeitlichem Zusammenhang mit Bekanntwerden der Provisionen von 48 Mio. € zurückerstattet hatten. Im September 2022 stellte die Thüringer Generalstaatsanwaltschaft die wegen des Verdachts der Bestechlichkeit aufgenommenen Ermittlungen gegen den ehemaligen CDU-Bundestagsabgeordneten Mark Hauptmann ein. Ein für eine Anklageerhebung erforderlicher hinreichender Tatverdacht habe nicht vorgelegen. Das im Zuge der Ermittlungen eingefrorene Vermögen von Hauptmann in Höhe von 997.000 Euro wurde wieder freigegeben.

### Transparenzregeln
Entgegen ihrer bisherigen Politik sprach sich die Union im Zuge der Maskenaffäre für eine Verschärfung der Transparenzregeln aus und legte einen Entwurf vor, der nach Einschätzung von Transparency International „nicht hält, was er verspricht“.

### Strafrechtsverschärfung
Zum 18. Juni 2024 wurde § 108f StGB eingeführt.

## Sonstiges
Im Zuge der Berichterstattung wurden zudem Verquickungen von Unionsabgeordneten und Personen aus Aserbaidschan öffentlich, die als Aserbaidschan-Affäre bezeichnet wurden. Auch die Rolle des Wirtschaftsrates der CDU, der ein Berufsverband ist, gleichzeitig jedoch im Vorstand der CDU sitzt und als Lobbyorganisation den Zusatz „CDU“ im Namen trägt, wurde kritisiert.
Im Zuge der Berichterstattung über die Maskenaffäre wurde zudem publik, dass der ehemalige CSU-Bundestagsabgeordnete Peter Gauweiler vom Unternehmer August von Finck junior während seiner Abgeordnetentätigkeit elf Millionen Euro für Gutachten erhielt. Gauweiler hatte seit 2019 eine gemeinsame Anwaltskanzlei mit Alfred Sauter.